# Griet- en Vriesekoopsche Polder
De Griet- en Vriesekoopsche polder is een poldergebied en een voormalig waterschap in de gemeente Kaag en Braassem in de Nederlandse provincie Zuid-Holland. Het waterschap was verantwoordelijk voor de vervening, drooglegging en de waterhuishouding in de gelijknamige polders.

## Kenmerken
De Vriesekoopschepolder heeft een oppervlak van 463,2 hectare. De Vriesekoopsche polder (52° 14′ NB, 4° 42′ OL) is gelegen ten oosten van Leimuiden, ten zuiden van de Westeinderplassen en ten noorden van de Wassenaarsche Polder. De Vriesekoopschepolder wordt aan de zuidkant begrensd door het boezemwater van de Drecht. De oostpunt van de polder wordt doorsneden door de regionale weg de N207. Het water aan de noordzijde is de Ringvaart van de Haarlemmermeerpolder.

## Geschiedenis
De Grietpolder (52° 13′ NB, 4° 39′ OL) was in 1629 gesticht en in 1741 werden beide polders samengevoegd en drooggemalen. De drooglegging was in 1741 al voltooid. De dijk scheidde de Grietpolder van het Haarlemmermeer, dat tot de droogleggen in 1852 door de grootte werd beschouwd als woeste binnenzee.

## Bemaling
De Vriesekoopschepolder werd drooggemalen via twee molens aan de Drecht (rivier) nabij Bilderdam. Een paar jaar later kwam daar de nieuwe Grietmolen voorbij Leimuiden bij. Twee van deze drie molens bemaalden de polder tot 1918, toen zij werden vervangen door een elektrisch gemaal. Voor 1940 werd het stoomgemaal vervangen door een elektrisch gemaal.  In 2016 is een nieuw gemaal gebouwd langs de Drecht aan de Vriesekoop.

## Dijken
De veenkaden rondom de polder hebben een totale lengte van ca. 11,5 km. Ze blijven zakken en moeten daarom regelmatig worden opgehoogd en versterkt. De economische schade voor de Vriesekoopschepolder bij een dijkdoorbraak vanuit de boezem zal circa 52 miljoen euro bedragen. In de periode 2015-2016 zijn de kaden grootschalig verbeterd..

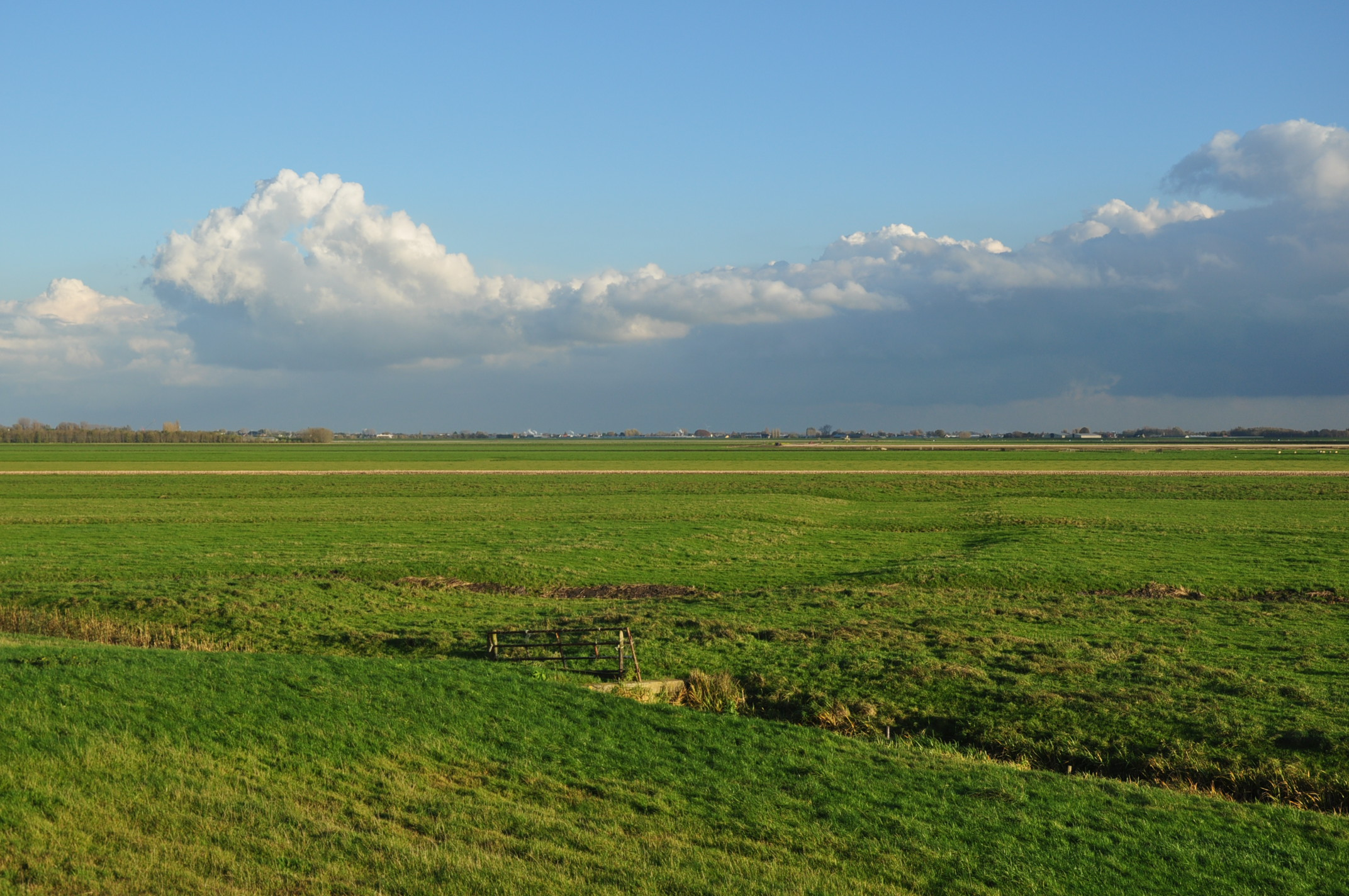
De Vriesekoopsche polder, een deel van de 'Griet- en Vriesekoopsche polder'
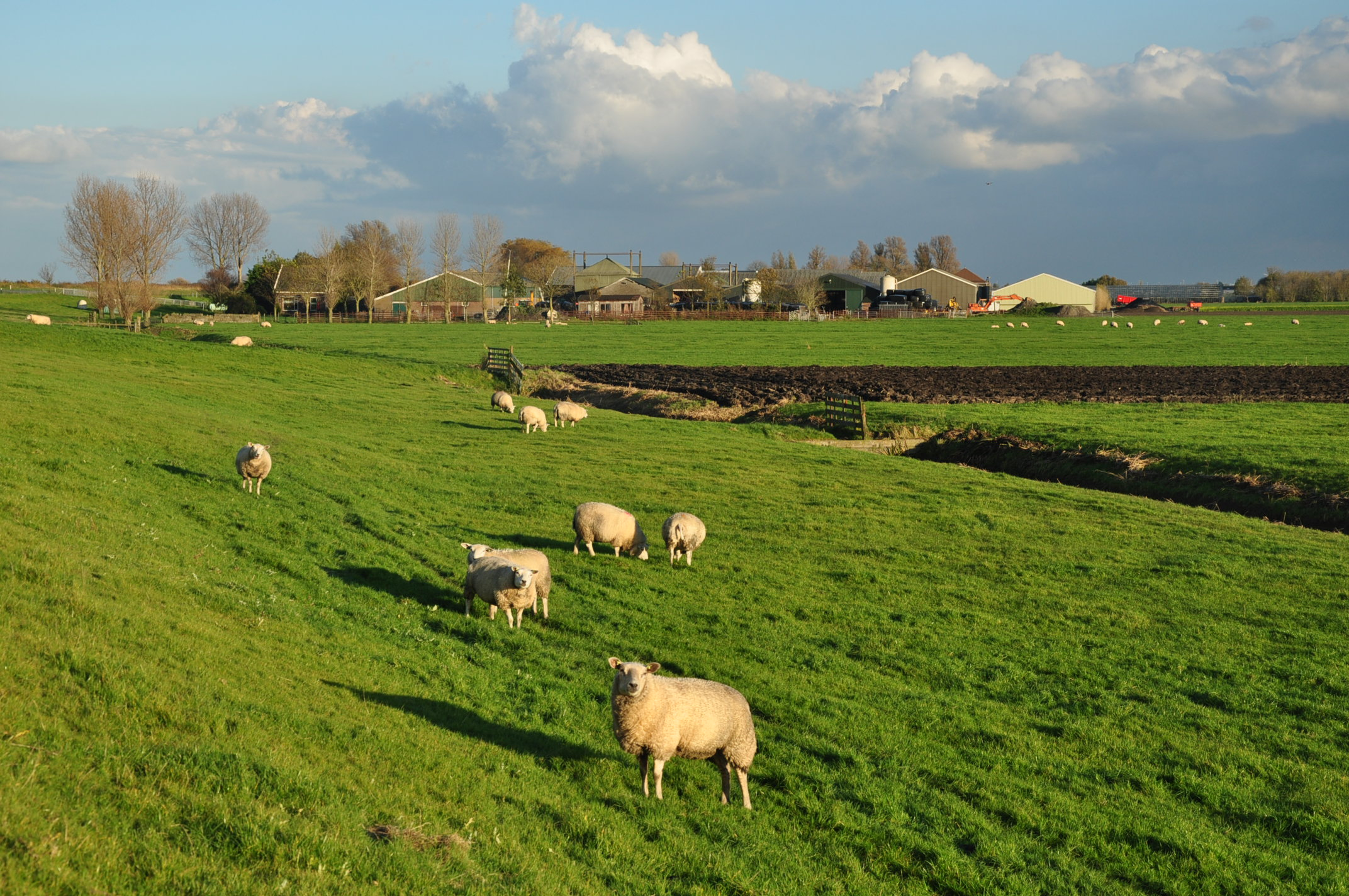
Schapen en boerderijen in de Vriesekoopsche polder.